# Sleepnet (visserij)

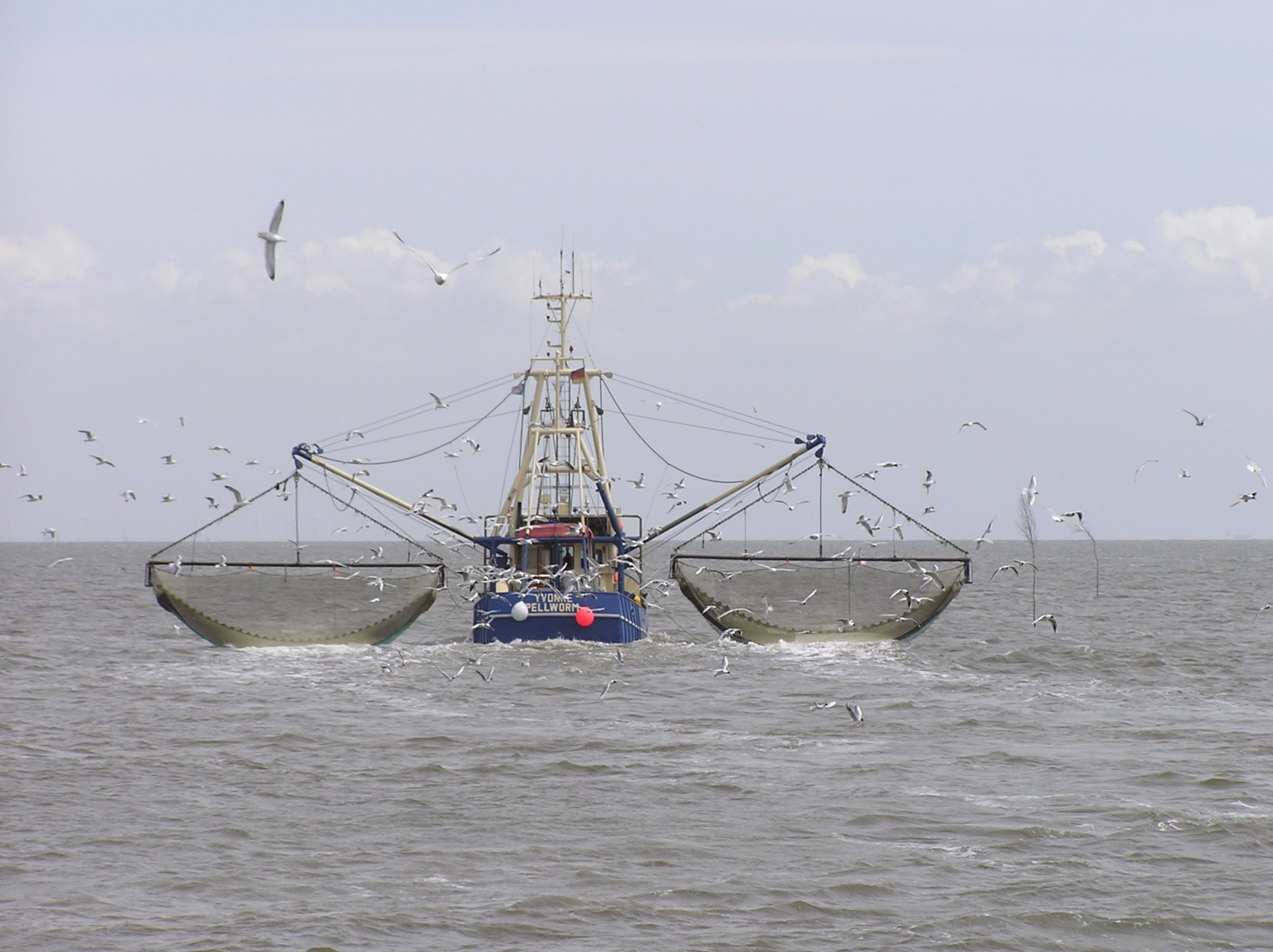
Vissersboot met aan beide kanten sleepnetten.

Een sleepnet is een visnet dat door het water wordt gesleept, vaak in de vorm van een trechter die de vis opschept. Dit gebeurt aan de kust en op zee, en ook in binnenwater, waar ook de term schrobnet wordt gebruikt. Een oude benaming is tiras.
Andere soorten sleepnetten worden gebruikt om watergangen of waterpartijen leeg te vissen om te voorkomen dat de vis sterft bij ingrijpende werkzaamheden zoals leegpompen of grootschalig baggeren. Ook buiten de visserij worden ze gebruikt. Verder is de term sleepnet een metafoor voor grootschalig en ongericht zoekwerk.

## Kust- en zeevisserij
In het simpelste geval trekken vissers of trekpaarden hun strandzegens voort vanaf de kust, maar zeilboten werden ingezet om verder van de kust te vissen. Met de motorisering konden de schepen en de netten veel groter worden, zoals te zien is in de boomkorvisserij.
Zeevisserij met sleepnetten is berucht vanwege de bijvangst van zeedieren en de verstoring van de zeebodem. Naarmate de maaswijdte van het gebruikte visnet kleiner is, is de destructieve invloed groter. Zo gebruikt de boomkorvisserij op tong een maaswijdte van acht centimeter. Om de invloed van het sleepnet te verkleinen, adviseren wetenschappers om liever de twinrig te gebruiken, die een maaswijdte van twaalf centimeter heeft. Hier kan echter geen (dure) tong mee worden gevangen en wanneer de betreffende visser geen quotum heeft voor schol is het haast onmogelijk om over te stappen.

## Buiten de visserij
Sleepnetten komen eveneens voor in andere bedrijfstakken. Zo zijn er vogelnetten en insectennetten en netten om monsters te nemen op of onder het bodemoppervlak. Een advertentie uit 1803 biedt slagnetten aan voor vinken of leeuweriken, sleepnetten voor watersnippen, en vliegnetten, spreien en steeknetten voor kwartels en patrijzen.

## Figuurlijk
De term sleepnet wordt ook overdrachtelijk gebruikt, zoals voor ongerichte onderzoeksmethoden in de wetenschap en in de rechtshandhaving. Zo werd de voorstel voor de Nederlandse Wet op de inlichtingen- en veiligheidsdiensten 2017 aangeduid als sleepnetwet en bestaat het sleepnet ook als onderzoeks- en opsporingsmethode.
Impliciet komt het sleepnet voor in de uitdrukking achter het net vissen. Stoett dateert dit gezegde op 1615 en legt het uit als visschen op eene plaats, die reeds door anderen met het trekgaren, een sleepnet, is afgevischt; dus komen, als er niets meer te vangen is; figuurlijk te laat komen, zijne kans verkeken hebben, ‘iets beproeven dat niets meer kan opleveren doordat een ander de kans reeds heeft waargenomen’.

De Middelburgsche Courant publiceerde in 1780 een anoniem pamflet dat vooral het zware, zielloze werk aan de sleepnetten benadrukt. Hersenloze rijken die zich ten koste van de vrijheid van meningsuiting laten paaien en omkopen, worden vergeleken met paarden die gedresseerd worden om het sleepnet te trekken.